# Lucio Dalla
Lucio Dalla (Bologna, 4 maart 1943 – Montreux, 1 maart 2012) was een populaire Italiaanse singer-songwriter en acteur. Hij speelde ook klarinet en keyboards.
Dalla was de componist van Caruso (1986), welk nummer door diverse internationale artiesten gecoverd is.

## Albums
- 1999 (1966)
- Terra di Gaibola (1970)
- Storie di casa mia (1970)
- Il giorno aveva cinque teste (1973)
- Quel fenomeno di Lucio Dalla (1973)
- L'album di... Lucio Dalla (1974)
- Anidride solforosa (1975)
- Automobili (1976)
- 4 Marzo 1943 (1976)
- Come è profondo il mare (1977)
- Lucio Dalla (1979)
- Banana Republic (1979, met Francesco De Gregori en Ron)
- Dalla  (1980)
- Lucio Dalla (Q Disc) (1981)
- Torino, Milano e dintorni (1981)
- Gli anni Settanta (1981)
- 1983 (1983)
- Viaggi organizzati (1984)
- Bugie (1985)
- The best of Lucio Dalla (1985)
- DallameriCaruso (1986)
- Dalla/Morandi (1988)
- Cambio (1990)
- Il motore del 2000 (1990)
- Il primo Lucio Dalla (1990)
- Amen (1992)
- Henna (1993)
- Maria Farantouri sings Lucio Dalla (1995,met Maria Farantouri)
- Le origini (1996)
- Canzoni (1996)
- Ciao (1999)
- Luna Matana (2001)
- Live@RTSI – 20 dicembre 1978 (2001)
- Dal vivo – Bologna 2 settembre 1974 (2001)
- Caro amico ti scrivo... (Best of) (2002)
- Tosca. Amore disperato (2003)
- Lucio (2003)
- 12000 Lune (Best of/Box Set) (2003)
- Il contrario di me (2007)
- Angoli nel cielo (2010)
- Questo è amore (2011)

## DVD
- Live@RTSI – 20 dicembre 1978 (2001)
- Retrospettiva (2003)
- In concerto (2004)
- Banana Republic (2006)